# Ermenegildo Antonio Donadini
Ermenegildo Antonio Donadini (* 19. Juni 1847 in Spalato, Dalmatien; † 14. Oktober 1936 in Radebeul) war ein österreichisch-deutscher Historienmaler, Restaurator, Fotograf, königlich sächsischer Hofrat und Kunstsammler.

## Leben

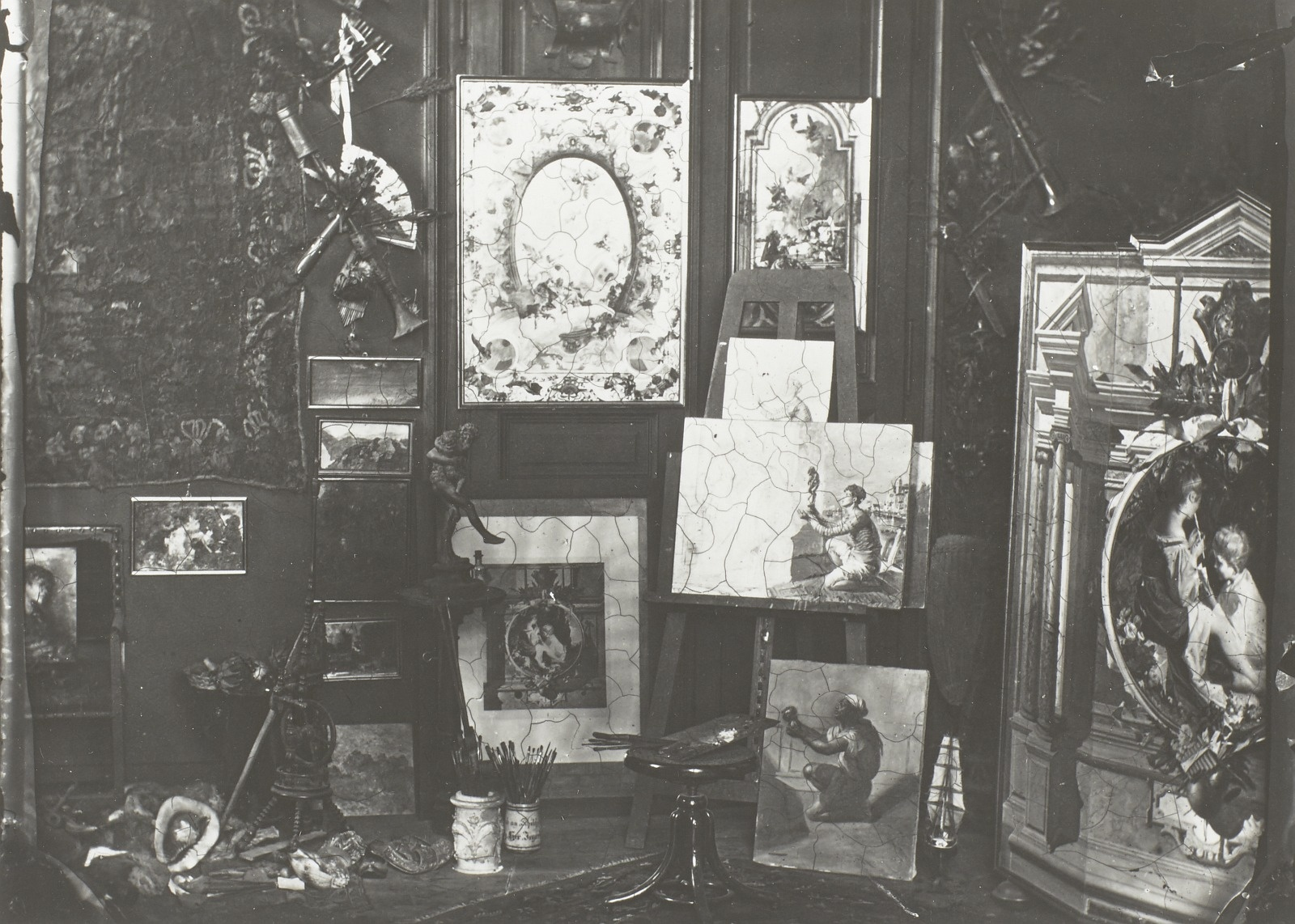
Wiener Atelier Donadinis 1878

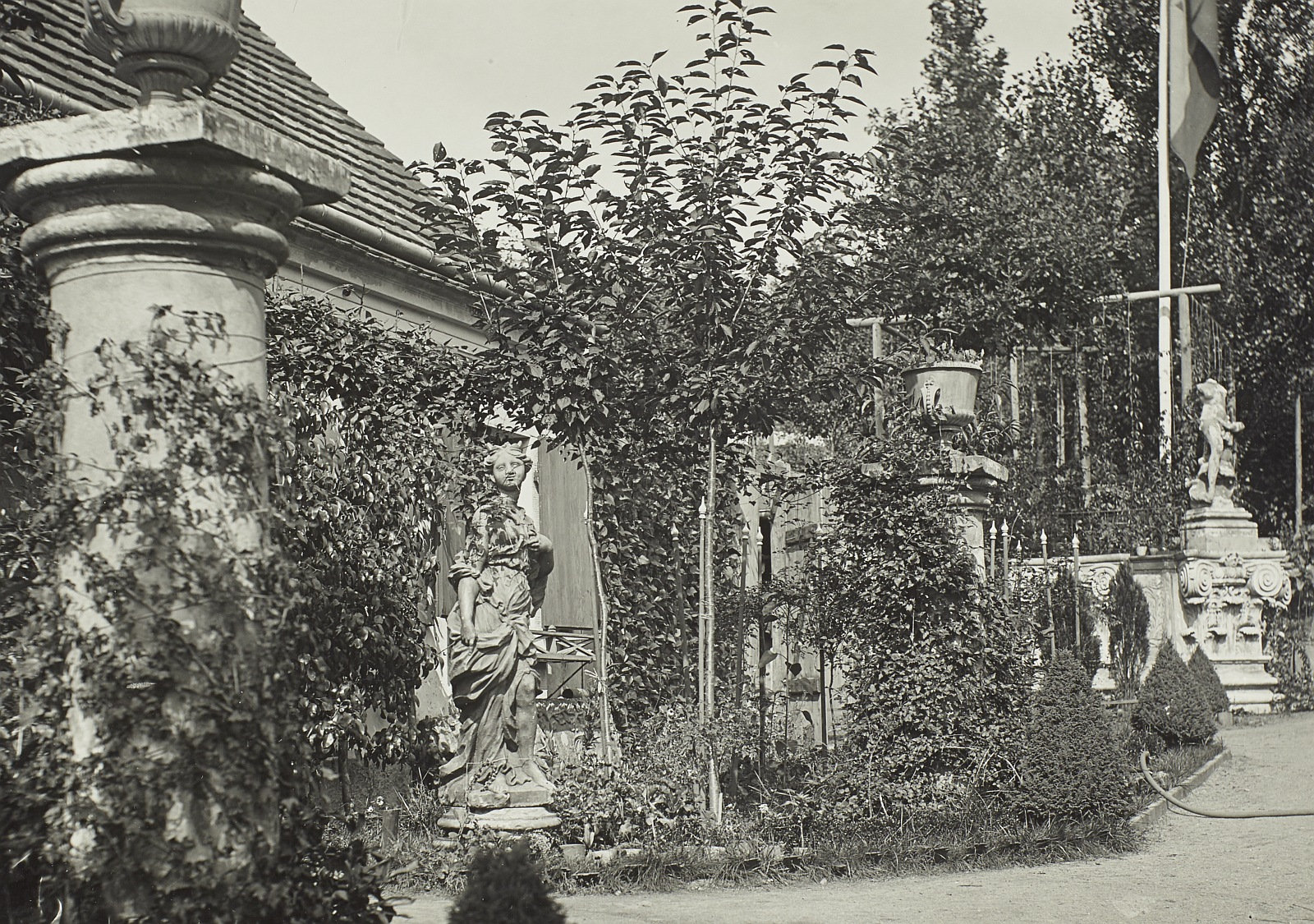
„Mein Gartengrundstück Rietzschkegrund, aufgenommen 1894“. Fotografiert von Donadini.
Blick auf den Platz des späteren Atelierbaus, links das Ursprungsgebäude.

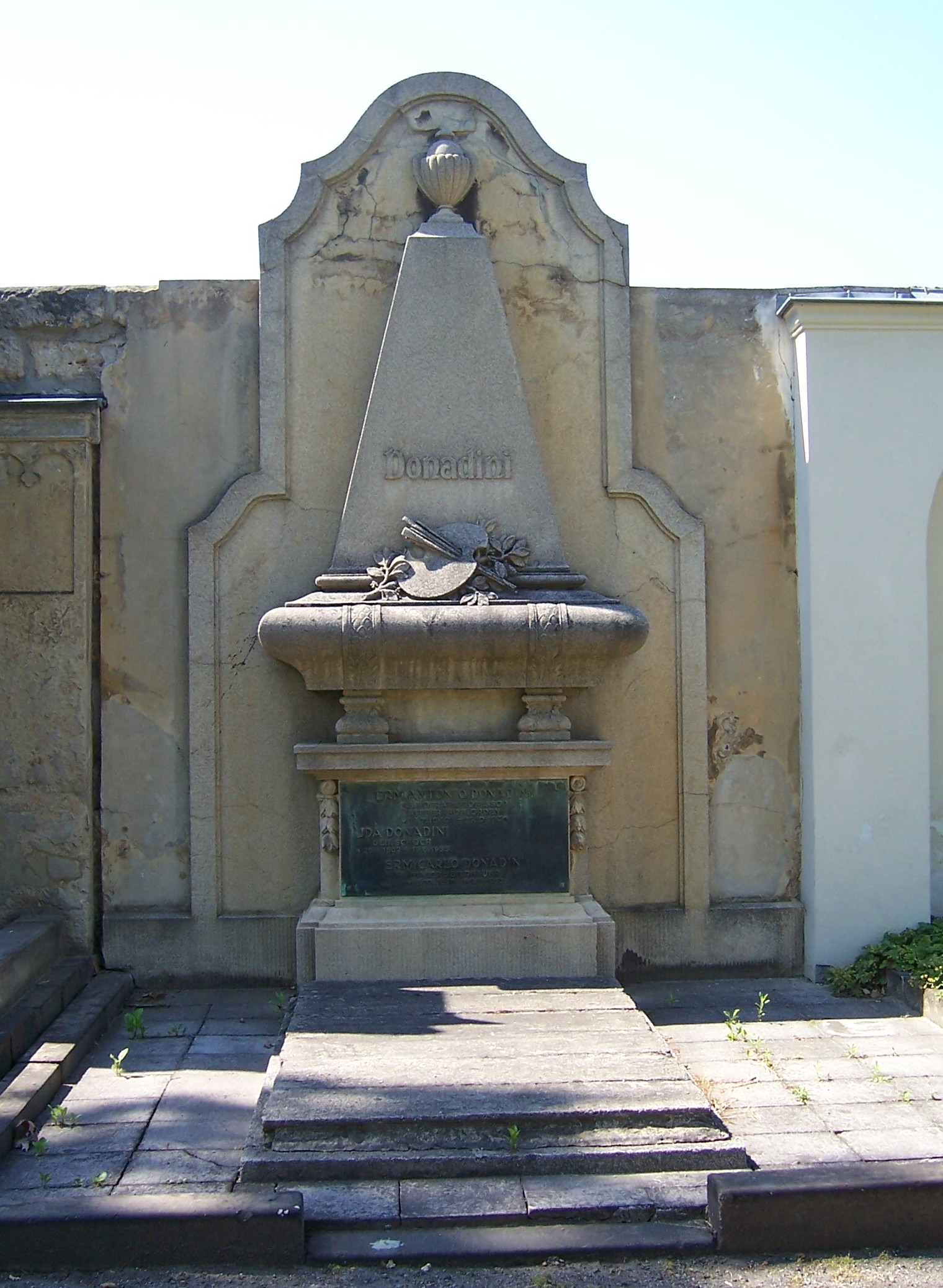
Donadinis Grab auf dem Alten Katholischen Friedhof in Dresden

Donadini wurde 1847 in Spalato im Kaisertum Österreich, dem heutigen Split in Kroatien, geboren. Sein Vater Giovanni Battista Donadini stammte aus Venedig. Er war in Spalato Justizbeamter. Seine Mutter Rosa Donadini (geb. Locatello) kam aus Ancona.
Ermenegildo Antonio Donadini studiert mit einem Stipendium für die „Ausbildung als Künstler“ an der Akademie der vereinigten bildenden Künste in Wien. Die Wiener Studienzeit bei Eduard Engerth und Christian Ruben beendete er mit dem Diplom für Historienmalerei.
Danach verlegte er sein Studium nach Venedig. Dort lernte er die Maler Hans Makart und Heinrich Lossow kennen, mit dem er nach München ging. Im Jahr 1872 wurde er an der Münchner Akademie Meisterschüler von Carl Theodor von Piloty, einem bekannten Genre- und Historienmaler.
Im Jahr 1877 wurde Donadini Professor an der Kunstgewerbeschule in Wien. Da er mit seiner Wiener Arbeit unzufrieden war, wechselte er 1881 auf die Professur für figürliche Malerei sowie die Leitung des Ateliers für Theaterdekoration an der Akademie für Kunstgewerbe in Dresden mit Sitz am Antonsplatz. Unter Protektion des sächsischen Regentenpaars war Donadini dort über 30 Jahre eine geachtete Künstler-Persönlichkeit; unter anderem unterrichtete er Königin Carola im Zeichnen.
Donadini schuf für die Villa Bleyl, die Villa Eschebach und den Wettinersaal im Dresdner Stadtschloss zahlreiche monumentale Wand- und Deckengemälde mit mythologischen und historischen Themen, von denen die meisten im Zweiten Weltkrieg zerstört wurden. Er restaurierte in Dresden und in Leipzig zahlreiche Fresken von Louis de Silvestre, Moritz von Schwind und Friedrich Preller dem Älteren. Darüber hinaus verfasste Donadini mehrere Werke zur sächsischen Kunstgeschichte.
Der Hofrat Donadini war ein Pionier der Fotografie, viele seiner Glasnegative kamen in den 1980er- und 1990er-Jahren in den Besitz der Deutschen Fotothek der Sächsischen Landesbibliothek.
Im Jahr 1882 kaufte Donadini als Sommersitz und Atelier ein Weinberghaus im Rietzschkegrund von Zitzschewig, einem heutigen Stadtteil von Radebeul. In den Folgejahren erweiterte er die Baulichkeiten durch ein Ateliergebäude und ein Sammlungsgebäude. Nach seiner Pensionierung 1913 ließ er sich dort vollständig nieder und duldete familiären Besuch nur noch durch seinen Sohn Ermenegildo Carlo, da er mit seiner Frau Ida geb. Schoch (geh. 1876) und den Töchtern Ida (geb. 1881) und Karola. zerstritten war. Sein Haus wurde museumsartiger Aufbewahrungsort für seine immer größer werdenden Sammlungen, zu deren Themen auch die Verehrung für Napoleon gehörte.
Am 14. Oktober 1936 kurz vor seinem 90. Geburtstag starb Donadini in einer Dresdner Klinik an den Folgen eines Schlaganfalls. Er ist auf dem Alten Katholischen Friedhof in Dresden-Friedrichstadt beerdigt.

## Auszeichnungen
Donadini bekam einige Auszeichnungen, darunter (Stand 1919):
- Albrechts-Orden: Ritter I. Klasse
- Herzoglich Sachsen-Ernestinischer Hausorden: Ritter I. Klasse
- Orden der Krone von Italien: Ritter
- Ordine al Merito del Lavoro: Ritter
- Zivilverdienstorden (Toskana): Ritter

Zudem war Donadini Ehrenmitglied der Accademia di San Luca.

## Schriften (Auswahl)
- Das goldene Buch oder accurate Abbildungen der weitberühmten fürtrefflichen sächsischen Fürsten nach Lucas Cranach etc. 1889
- mit Georg Aarland (Hrsg.): Die Grabdenkmäler der erlauchten Wettiner Fürsten in der kurfürstlichen Begräbniskapelle des Domes zu Meissen. Druck von C. Grumbach, Leipzig 1898